# Oppidum de Nandin
Nandin, oppidum de Gaule de la civitas des Rèmes, dans l'Est de la France, est aujourd'hui sur le territoire de la commune de Château-Porcien dans le département des Ardennes.

## Géographie

### Situation: topographie et géologie
Nandin est établie sur une côte crayeuse qui surplombe la vallée de l'Aisne sur la voie qui relie Durocortorum à Colonia Agrippinensium par Charleville-Mézières.

### Site antique
Connu de longue date, le site a fait l'objet d'une tentative de rapprochement avec le site de Bibrax au XVIIIe siècle. Puis une série de fouilles depuis la fin du XIXe siècle a mis au jour deux caves gallo-romaines, en 1934 et 1957. Un moule multiple pour fondre des fibules...
Robert Neiss a suggéré que l'entrée de l'oppidum se faisait par l'est, partie basse du plateau où se trouvait un fanum fouillé dans les années 1970, il avait une double enceinte carrée. Le centre de l'agglomération se situait plus à l'est du plateau et fut fouillé sur 800 m2.
Une voie romaine, dont les traces sont encore visibles, partait de Reims vers le nord, et traversait l'Aisne tout près de Château-Porcien. C'est probablement à proximité de cette commune qu'un passage à bac, portus, a donné son nom au Porcien petit pays de l'ouest du département des Ardennes. .
Des sépultures à incinération de l’époque gallo-romaine furent découverts à Château-Porcien (Ardennes).

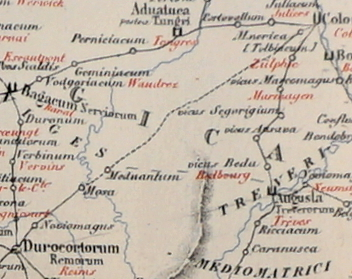
La voie Reims Cologne de la table de Peutinger plaquée sur une carte moderne.
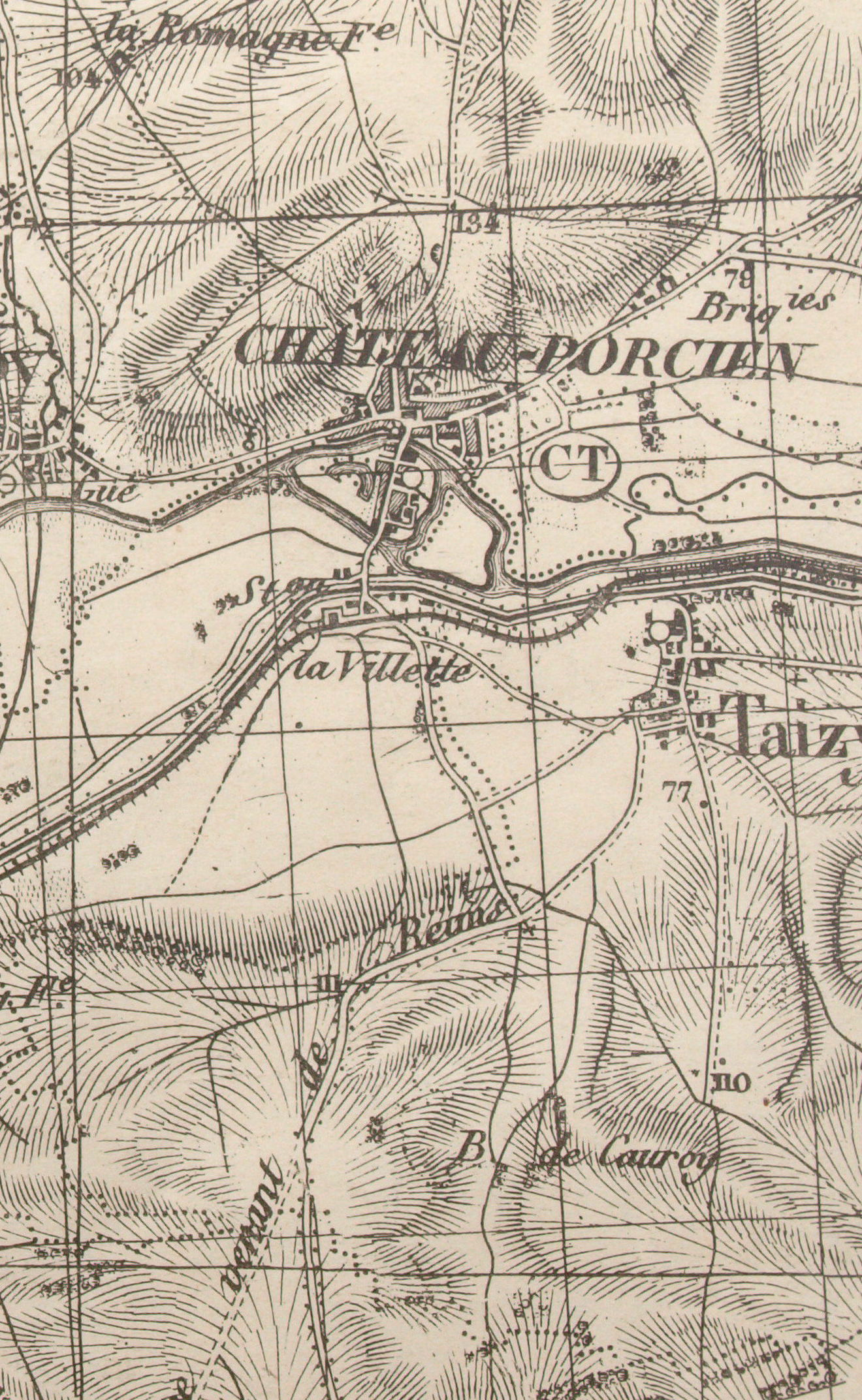
Le plateau de Nandin au nord du gué sur l'Aisne.
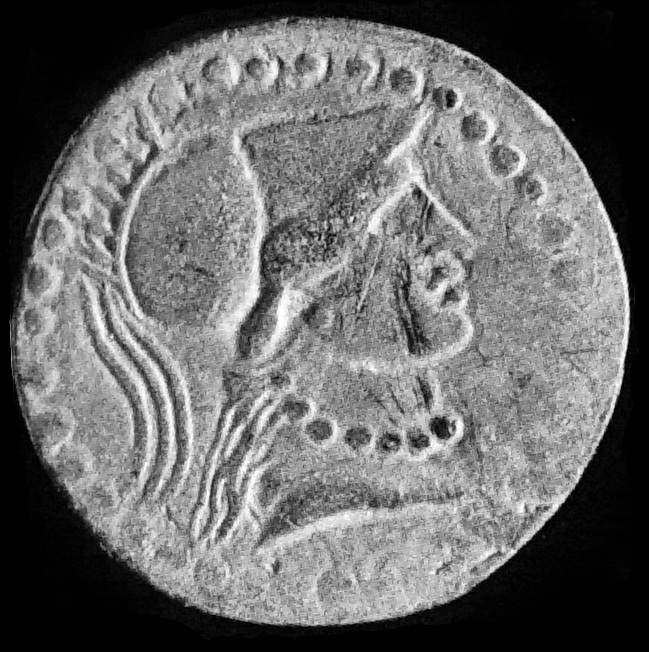
Ampurias,